# Huelva (provins)
Huelva är en provins i Spaniens sydvästra hörn, som är en del av Andalusien. Provinsens huvudstad heter också Huelva. Traditionellt har ekonomin baserats på jordbruk och gruvindustri. Provinsen gränsar till Portugal och till provinserna Badajoz, Sevilla och Cádiz samt Atlanten. Provinsen har en area på 10 148 km². Befolkningen uppgår till 483 792 (2005), av vilka 30% bor i centralorten Huelva.